# 고려장 (영화)
"고려장"은 김기영 각본·감독의 1963년 한국의 흑백영화이다.

## 줄거리
계속되는 가뭄 때문에 굶주림에 허덕이는 마을. 원시적 생활을 영위하면서 미신에 얽매여 사는 그 마을에는 무당(巫堂)이 절대자(絶對者)로 군림(君臨)하고 있다. 또한 그 마을에서는, 사람의 나이 70만 되면 산 채로 업어다 버리는 폐습이 전해 내려오고 있다. 폐습이라기보다는, 워낙 식량난에 봉착한 그들로서는 어쩔 수 없는 하나의 계율이었다. 이 엄한 계율과 효심의 틈바귀 속에서 방황하는 우유부단(優柔不斷)한 김진규. 그가 어머니를 산골짜기에 버리고 돌아오는 길에, 지고 갔던 지게를 내어 던진다. 이 지게를 다시 주워다 어깨에 걸쳐메는 어린 아들은 이렇게 아버지에게 말한다. "아버지도 70이 되면 이 지게로 제가 업어다 버려야 하니까요……."

## 개요
김기영 감독의 강렬한 영상미(映像美)가 구사된 영화로서, 인간이 갖는 생명에 대한 집착(본능)에 대해 그리고 있다. 또한 비정(非情)하리만큼 삶에 몰두하는 인간들의 무지와 미신 등에 대해 퍽 연극적인 분위기를 자아내어 준 영화였다. 제7회 부일영화상(釜日映畵賞)에서 작품·감독·미술상을 획득했다.

## 출연

### 주연
- 김진규
- 주증녀
- 이예춘
- 선우용여

### 조연
- 박암
- 김동원
- 최삼
- 박상익
- 독고성
- 송억
- 고설봉
- 임운학
- 석금성
- 고선애
- 전옥

## 기타
- 조명: 서병수
- 미술: 박석인